# Північно-Західна Англія
Півні́чно-За́хідна А́нглія (англ. North West England) — регіон на заході Англії. Включає п'ять церемоніальних графств, а також кілька унітарних і муніципальних районів. Адміністративні центри — Ліверпуль і Манчестер.

## Географія
Регіон займає територію 14 165 км² (6-е місце серед регіонів), омивається на заході Ірландським морем, межує на північному заході з Шотландією, на північному сході з регіонами Північно-Східна Англія та Йоркшир і Гамбер, на південному сході з регіоном Східний Мідленд, на півдні з регіоном Західний Мідленд, на південному заході з Уельсом.

### Міські агломерації
У регіоні розташовані 10 великих міських агломерацій з населенням понад 100 тисяч чоловік (за даними 2001 року, в порядку убування чисельності населення):
- Великий Манчестер: 2244931
- Ліверпуль: 816216
- Біркенгед: 319675
- Престон: 264601
- Блекпул: 261088
- Віґан: 166840
- Воррінґтон: 158195
- Бернлі / Нельсон: 149796
- Блекберн / Дарвін: 136655
- Саутпорт / Формбі: 115882

## Демографія
На території Північно-Західної Англії за даними 2006 року проживає 6 853 200 осіб (3-є місце серед регіонів), при середній щільності населення 477 чол./км ².

## Адміністративний поділ
Регіон включає в себе десять політично незалежних одна від одної адміністративних одиниць — два метропольних графства (Великий Манчестер і Мерсісайд), два неметропольні графства (Камбрія та Чешир) і шість унітарних одиниць (Блекпул, Блекберн і Дарвін, Східний Чешир, Західний Чешир і Честер, Воррінгтон і Галтон). Метропольні графства, неметропольні графства та унітарні одиниці включені в п'ять церемоніальних графств (Великий Манчестер, Камбрія, Ланкашир, Мерсісайд і Чешир) для забезпечення ними церемоніальних функцій. Метропольні та неметропольні графства розділені в цілому на 33 метропольних і неметропольних райони. Унітарні одиниці поділу на райони не мають.
До складу регіону входять такі графства та райони:
| Великий Манчестер (церемоніальне графство, метропольне графство) 1. Манчестер 2. Стокпорт 3. Теймсайд 4. Олдем 5. Рочдейл 6. Бері 7. Болтон 8. Уиган 9. Солфорд 10. Траффорд Камбрія (церемоніальне графство, неметропольне графство) 1. Барроу-ін-Фарнес 2. Південний Лейкленд 3. Коупленд 4. Оллердейл 5. Еден 6. Карлайл | Ланкашир (церемоніальне графство) 1. Ланкашир (неметропольне графство) 1. Західний Ланкашир 2. Чорлі 3. Південний Рібл 4. Файлд 5. Престон 6. Вайр 7. Ланкастер 8. Рібл-Веллі 9. Пендл 10. Бернлі 11. Россендейл 12. Гіндберн 2. Блекпул (унітарна одиниця) 3. Блекберн і Дарвен (унітарна одиниця) | Мерсісайд (церемоніальне графство, метропольное графство) 1. Ліверпуль 2. Сефтон 3. Ноуслі 4. Сент-Геленс 5. Віррел Чешир (церемоніальне графство) 1. Західний Чешир і Честер (унітарна одиниця) 2. Східний Чешир (унітарна одиниця) 3. Воррінгтон (унітарна одиниця) 4. Галтон (унітарна одиниця) |

## Спорт
Сім із двадцяти професійних футбольних клубів, які виступають у сезоні 2011/2012 в Англійській футбольній Прем'єр-лізі, базуються в Північно-Західній Англії:
- Блекберн Роверз
- Болтон Вондерерз
- Евертон
- Ліверпуль
- Манчестер Сіті
- Манчестер Юнайтед
- Віган Атлетік

Три з двадцяти чотирьох клубів у Чемпіонаті Футбольної ліги:
- Бернлі
- Блекпул
- Престон Норт Енд

П'ять із двадцяти чотирьох клубів, що виступають в Першій футбольній лізі:
- Бері
- Карлайл Юнайтед
- Олдем Атлетік
- Рочдейл
- Транмір Роверз

Чотири з двадцяти чотирьох клубів, що виступають у Другій футбольній лізі:
- Акрінгтон Стенлі
- Крю Александра
- Маклсфілд Таун
- Морком

Чотири з двадцяти чотирьох професійних або напівпрофесійних клубів у Національній Конференції:
- Барроу
- Саутпорт
- Стокпорт Каунті
- Флітвуд Таун

Шість із двадцяти двох клубів, які виступають в Північній Конференції:
- Алтрінгем
- Воксхолл Моторз
- Дройлсден
- Сталібрідж Селтік
- Вокінгтон
- Гайд